# Elecciones municipales de Utcubamba de 1998
Las elecciones municipales de Utcubamba de 1998 se llevaron a cabo el 11 de octubre de 1998 para elegir al alcalde y al Concejo Provincial de Utcubamba para el periodo 1999-2002. La elección se celebró simultáneamente con elecciones municipales en todo el país.
Por primera vez en la historia de la provincia, una lista independiente ganó las elecciones municipales provinciales. José Novoa, candidato de La Fuerza del Cambio, obtuvo la victoria al derrotar a Milecio Vallejos, representante de Acción Popular y alcalde desde 1990, marcando su primera derrota en casi una década. Edwin Hidalgo, candidato del fujimorismo, ocupó el tercer lugar, mientras que el Partido Aprista Peruano, representado por Rómulo Merino, quedó relegado al cuarto puesto con el peor resultado registrado por este partido en una elección en Utcubamba.
En las elecciones distritales, el Movimiento Independiente Vamos Vecino emergió como la fuerza política más votada, logrando el control de cuatro concejos distritales, entre ellos Cajaruro y Cumba, los dos distritos más poblados de la provincia. Acción Popular, que quedó en segundo lugar, conservó el control de dos concejos distritales: mantuvo El Milagro y recuperó Jamalca. Sin embargo, comparado con las elecciones previas, sufrió una notable pérdida de votos y redujo su presencia distrital. Por su parte, la lista independiente La Fuerza del Cambio no consiguió ganar ninguna alcaldía distrital.

## Sistema electoral
La Municipalidad Provincial de Utcubamba es el órgano administrativo y de gobierno de la provincia de Utcubamba. Está compuesta por el alcalde y el Concejo Provincial.
La votación del alcalde y el concejo se realiza en base al sufragio universal, que comprende a todos los ciudadanos nacionales mayores de dieciocho años, empadronados y residentes en la provincia de Utcubamba y en pleno goce de sus derechos políticos, así como a los ciudadanos no nacionales residentes y empadronados en la provincia de Utcubamba.
El Concejo Provincial de Utcubamba está compuesto por 11 regidores elegidos por sufragio directo para un período de cuatro (4) años, en forma conjunta con la elección del alcalde (quien lo preside). La votación es por lista cerrada y bloqueada. Para que una lista sea proclamada ganadora debe obtener más del 20% de los votos válidos; en caso ninguna lista logre ese porcentaje, los dos listas más votadas participan en una segunda vuelta o balotaje. Se asigna a la lista ganadora los escaños según el método d'Hondt o la mitad más uno, lo que más le favorezca. Es elegido como alcalde el candidato que ocupe el primer lugar de la lista que haya obtenido la más alta votación.

## Composición del Concejo Provincial de Utcubamba
La siguiente tabla muestra la composición del Concejo Provincial de Utcubamba antes de las elecciones.
| Partidos | Partidos                                                       | Regidores |
| -------- | -------------------------------------------------------------- | --------- |
|          | Acción Popular                                                 | 10        |
|          | Lista Independiente N° 7 La Fuerza del Cambio                  | 4         |
|          | Lista Independiente N° 9 Movimiento Independiente Utcubamba 95 | 4         |
|          | Lista Independiente N° 5 Frente Vecinal Utcubambino            | 1         |

## Partidos y candidatos
A continuación se muestra una lista de los principales partidos y alianzas electorales que participaron en las elecciones:
| Candidatura | Candidatura | Partidos y alianzas                                | Candidatos | Candidatos              | Ideología                                | Resultado previo | Resultado previo | Ref. |
| Candidatura | Candidatura | Partidos y alianzas                                | Candidatos | Candidatos              | Ideología                                | Votos (%)        | Reg.             | Ref. |
| ----------- | ----------- | -------------------------------------------------- | ---------- | ----------------------- | ---------------------------------------- | ---------------- | ---------------- | ---- |
|             | AP          | Lista - Acción Popular (AP)                        |            | Milecio Vallejos Bravo  | Humanismo Nacionalismo cívico Reformismo | 44.41%           | 10               |      |
|             | APRA        | Lista - Partido Aprista Peruano (APRA)             |            | Rómulo Merino Izquierdo | Aprismo                                  | Nuevo            | Nuevo            |      |
|             | VV          | Lista - Movimiento Independiente Vamos Vecino (VV) |            | Edwin Hidalgo Ocampo    | Fujimorismo                              | Nuevo            | Nuevo            |      |
|             | IND         | Lista - Lista Independiente La Fuerza del Cambio   |            | José Novoa Flores       | Localismo utcabambino                    | Nuevo            | Nuevo            |      |

## Resultados

### Sumario general
|                        |                                            |              |              |              |           |           |
| Partidos y coaliciones | Partidos y coaliciones                     | Voto popular | Voto popular | Voto popular | Regidores | Regidores |
| Partidos y coaliciones | Partidos y coaliciones                     | Votos        | %            | ±pp          | Total     | +/−       |
|                        | Lista Independiente La Fuerza del Cambio   | 9,772        | 40.19        | n/a          | 7         | +7        |
|                        | Acción Popular (AP)                        | 7,081        | 29.12        | –15.29       | 2         | –8        |
|                        | Movimiento Independiente Vamos Vecino (VV) | 6,973        | 28.68        | Nuevo        | 2         | +2        |
|                        | Partido Aprista Peruano (APRA)             | 491          | 2.02         | n/a          | 0         | ±0        |
|                        |                                            |              |              |              |           |           |
| Total                  | Total                                      | 24,317       |              |              | 11        | –8        |
|                        |                                            |              |              |              |           |           |
| Votos válidos          | Votos válidos                              | 24,317       | 85.63        | +3.04        |           |           |
| Votos en blanco        | Votos en blanco                            | 1,394        | 4.91         | –4.38        |           |           |
| Votos nulos            | Votos nulos                                | 2,660        | 9.37         | +1.25        |           |           |
| Votos impugnados       | Votos impugnados                           | 27           | 0.10         | +0.10        |           |           |
| Votos emitidos         | Votos emitidos                             | 28,398       | 76.40        | +9.10        |           |           |
| Abstenciones           | Abstenciones                               | 8,772        | 23.60        | –9.10        |           |           |
| Votantes registrados   | Votantes registrados                       | 37,170       |              |              |           |           |
|                        |                                            |              |              |              |           |           |
| Fuente:                |                                            |              |              |              |           |           |

### Concejo Provincial de Utcubamba
| Cargo                            | Autoridad electa          | Partido políticoa | Partido políticoa                        |
| -------------------------------- | ------------------------- | ----------------- | ---------------------------------------- |
| Alcalde Provincial de Utcubamba  | José Novoa Flores         |                   | Lista Independiente La Fuerza del Cambio |
| Regidor Provincial de Utcubamba  | Manuel Izquierdo Alvarado |                   | Lista Independiente La Fuerza del Cambio |
| Regidor Provincial de Utcubamba  | Marco Marquina Cabanillas |                   | Lista Independiente La Fuerza del Cambio |
| Regidor Provincial de Utcubamba  | Antonio Politi Monteleone |                   | Lista Independiente La Fuerza del Cambio |
| Regidor Provincial de Utcubamba  | Williams Zumaeta Lucero   |                   | Lista Independiente La Fuerza del Cambio |
| Regidor Provincial de Utcubamba  | Víctor Campos Torres      |                   | Lista Independiente La Fuerza del Cambio |
| Regidora Provincial de Utcubamba | Delia Mego Fuentes        |                   | Lista Independiente La Fuerza del Cambio |
| Regidor Provincial de Utcubamba  | Domingo Rosales Vargas    |                   | Lista Independiente La Fuerza del Cambio |
| Regidor Provincial de Utcubamba  | Elmer Soto Monje          |                   | Acción Popular                           |
| Regidor Provincial de Utcubamba  | Alberto Pérez Vásquez     |                   | Acción Popular                           |
| Regidora Provincial de Utcubamba | Cecilia Carvallo Suárez   |                   | Movimiento Independiente Vamos Vecino    |
| Regidora Provincial de Utcubamba | Lady Mallap Rivera        |                   | Movimiento Independiente Vamos Vecino    |

## Elecciones municipales distritales

### Sumario general
| Partidos y coaliciones | Partidos y coaliciones                     | Voto popular | Voto popular | Voto popular | Alcaldías | Alcaldías |
| Partidos y coaliciones | Partidos y coaliciones                     | Votos        | %            | ±pp          | Total     | +/−       |
| ---------------------- | ------------------------------------------ | ------------ | ------------ | ------------ | --------- | --------- |
|                        | Movimiento Independiente Vamos Vecino (VV) | 4,504        | 40.63        | Nuevo        | 4         | +4        |
|                        | Acción Popular (AP)                        | 3,296        | 29.73        | –3.03        | 2         | –1        |
|                        | Lista Independiente La Fuerza del Cambio   | 1,750        | 15.79        | n/a          | 0         | ±0        |
|                        | Movimiento Independiente Somos Perú (SP)   | 314          | 2.83         | Nuevo        | 0         | ±0        |
|                        | Partido Aprista Peruano (APRA)             | 122          | 1.10         | n/a          | 0         | ±0        |
|                        | Listas independientes distritales          | 1,100        | 9.92         | n/a          | 0         | ±0        |
|                        |                                            |              |              |              |           |           |
| Total                  | Total                                      | 11,086       |              |              | 6         | ±0        |
|                        |                                            |              |              |              |           |           |
| Votos válidos          | Votos válidos                              | 11,086       | 83.38        | +1.08        |           |           |
| Votos en blanco        | Votos en blanco                            | 790          | 5.94         | –5.59        |           |           |
| Votos nulos            | Votos nulos                                | 1,387        | 10.43        | +4.26        |           |           |
| Votos impugnados       | Votos impugnados                           | 32           | 0.24         | +0.24        |           |           |
| Votos emitidos         | Votos emitidos                             | 13,295       | 76.22        | +9.64        |           |           |
| Abstenciones           | Abstenciones                               | 4,149        | 23.78        | –9.64        |           |           |
| Votantes registrados   | Votantes registrados                       | 17,444       |              |              |           |           |
|                        |                                            |              |              |              |           |           |
| Fuente:                |                                            |              |              |              |           |           |

### Resultados por distrito
Las siguientes tablas enumeran el control de los distritos de la provincia de Utcubamba. El cambio de mando de una organización política se resalta del color de ese partido.
| Distrito     | Alcalde(sa) titular         | Partido político | Partido político         | Alcalde(sa) electo(a)       | Partido político | Partido político |
| ------------ | --------------------------- | ---------------- | ------------------------ | --------------------------- | ---------------- | ---------------- |
| Cajaruro     | Alfonso Ticlla Sánchez      |                  | Acción Popular           | Antero Dueñas Dávila        |                  | Vamos Vecino     |
| Cumba        | Pedro Saavedra Carrasco     |                  | Lista Independiente N° 7 | Elias Díaz Benavides        |                  | Vamos Vecino     |
| El Milagro   | Selestino Rodríguez Hurtado |                  | Acción Popular           | Selestino Rodríguez Hurtado |                  | Acción Popular   |
| Jamalca      | Roberto Ruiz Gómez          |                  | Lista Independiente N° 9 | Segundo Villalobos Pérez    |                  | Acción Popular   |
| Lonya Grande | Antonio Aguilar Tapia       |                  | Lista Independiente N° 9 | Antonio Aguilar Tapia       |                  | Vamos Vecino     |
| Yamón        | Rogelio Cardozo Mego        |                  | Acción Popular           | José Guevara Gonzales       |                  | Vamos Vecino     |